# 다테 무라노리
다테 무라노리(일본어: 伊達村儀, 1754년 ~ 1778년)는 미즈사와 다테 가문의 8대 당주이다.
7대 당주 다테 무라토시의 아들로 태어났다. 사후 맏아들 무라요시가 가독을 이었다.